# デイブ・テイラー (ゲームプログラマー)
デイブ・D・テイラー（Dave D. Taylor）はアメリカのゲームプログラマー。id Softwareの元従業員として有名であり、Linuxゲームの普及に尽力したことでも知られている。1993年にテキサス大学オースティン校を卒業し、電気工学の理学士号を取得した。 

## id Software
テイラーは1993年から1996年までid Softwareに勤務し、その間に『Doom』および『Quake』の開発に関与した。彼は両作のIRIX、AIX、SolarisおよびLinux移植版を制作し、 『Doom』および『Wolfenstein 3D』のAtari Jaguar移植版のプログラムを支援した。彼はまた、ステータスバー、サウンドライブラリの統合、オートマップ、ステージの遷移、チートコード、ネットワークチャットシステムなどを追加したDoomの「spackle coder（補修剤プログラマー）」でもあると自負している。Quakeでは、オリジナルのサウンドエンジン、DOS TCP/IPネットワークライブラリを書き、VESA 2.0のサポートを追加した。『Doom II』の音楽テーマの1つである「Dave D. Taylor Blues」は、ロバート・プリンスが彼にちなんで名付けた。 
2003年の本『Masters of Doom』では、Doomを長時間プレイした後に乗り物酔いで気絶してしまう彼の習慣と、そのような出来事の後、他の従業員達が彼の意識不明の身体の輪郭をマスキングテープでスケッチしていたことについて触れられている。ゲームが成功した後、彼らは彼に気絶するためのソファを買ってあげた。オンラインでQuakeを「宣伝」する彼の試みや、彼がDoomのお金でアキュラ NSXを購入したこと、彼のアメリカン・マギーとの友情、そして彼のidからの退社についても触れられている。 

## id Softwareの後
テイラーは1996年から1998年まで、小さなゲーム会社「Crack dot Com」を設立した。Crack dot Comは、PCプラットフォームのシューティングゲーム『Abuse』1作だけを発売した。1997年のインタビューで、彼は『Abuse』を特に誇りに思っていなかったと主張し、その上で「彼はまあまあのゲームを5万本売れる人間であることを証明することを目指していた」。その後、ファーストパーソン・シューティングとリアルタイムストラテジーのハイブリッド作品『Golgota』を開発する取り組みを主導したが、同作の完成前に会社は解散した。 
1998年から2001年まで、彼はトランスメタで勤務していた。2001年から2002年までCarbon6の社長を務め、ゲームボーイアドバンスのゲーム『Spy Kids Challenger』のリードデザイナー兼プロデューサーも務めた。2002年からNaked Sky Entertainmentの副社長を務め、2003年からはアドバイザー兼フリーランスのゲームデザイナーとしても活動している 。彼はまた、有料プロジェクトのLinuxゲーム移植者として意欲的に活動している。 
2009年には、 Apple iPhone用に『Abuse Classic』、PC用に『Beakiez』を制作した。 